# Route nationale 619
Pour les articles homonymes, voir Route 619.
La route nationale 619 ou RN 619 était une route nationale française reliant Saint-Paul-de-Fenouillet à Prades. À la suite de la réforme de 1972, elle a été déclassée en RD 619.

## Ancien tracé de Saint-Paul-de-Fenouillet à Prades (D 619)
- Saint-Paul-de-Fenouillet
- Ansignan
- Pézilla-de-Conflent
- Sournia
- Col de Roque-Jalère
- Catllar
- Prades